# 두염
두염(杜恬, ? ~ 기원전 192년)은 전한 초기의 관료이다. 개국공신 서열 108위로 장수후(長脩侯)에 봉해졌다.

## 생애
한왕 2년(기원전 205년)에 어사(御史)로 임용되어 종군하였고, 내사가 되어 제후들을 쳐 공적이 조연에 비견되어, 고제 11년(기원전 196년) 장수후에 봉해졌다.
혜제 때 정위를 지내다가 죽었다. 시호를 평이라 하였고, 아들 두중이 작위를 이었다.

## 출전
- 사마천, 《사기》 권18 고조공신후자연표
- 반고, 《한서》 권16 고혜고후문공신표·권19하 백관공경표 下

| 전임 주가 | 전한의 내사 (기원전 202년 당시) | 후임 동적 |

| 전임 육 | 전한의 정위 기원전 192년 | 후임 위맹 |

| 전임 (첫 봉건) | 전한의 장수후 기원전 196년 ~ 기원전 192년 | 후임 아들 장수회후 두중 |